# Cidariophanes daphnea
Cidariophanes daphnea är en fjärilsart som beskrevs av Dogni 1 1925. Cidariophanes daphnea ingår i släktet Cidariophanes och familjen mätare. Inga underarter finns listade i Catalogue of Life.